# Cambodge post-angkorien
1431–1863
Entités précédentes :
- Empire khmer

Entités suivantes :
- Principauté de Hà Tiên (1707)
- Protectorat français du Cambodge (1863)

Le Cambodge post-angkorien ((km) ប្រទេសកម្ពុជាក្រោយសម័យអង្គរ) ou Période moyenne du Cambodge (anglais : Middle Period) est une période de l’histoire du Cambodge, s'étendant du XVe siècle au milieu du XIXe siècle.
Cette époque a longtemps été appelée par les Occidentaux « Âge sombre du Cambodge » pour plusieurs raisons : l'effondrement apparemment brutal de l'Empire khmer, suivie par une assez longue période, après 1431, où les récits semblent disparaître ; les prises successives d'Anghor par les forces siamoises du royaume d'Ayutthaya, et enfin, la relative conséquente absence de sources, de chroniques, de témoignages qui s'ensuivirent en partie du fait de la vassalisation du royaume, au point que le souvenir de l'empire fut en grande partie oublié, se transformant en mythe légendaire, avant sa redécouverte au milieu du XIXe siècle.
Les causes du « déclin » de l'Empire khmer sont aujourd'hui débattues : s'il y a consensus dans la communauté scientifique internationale sur le constat du déclin, aucune étude définitive n'a encore été produite. 

## Événements
- Fondation de Lovek (1553)
- Sous le règne de Satha Ier, la guerre entre le Siam et le Cambodge (1591-1594)
- Guerre entre l'Espagne et le Cambodge (1593-1597)
- Fondation de Oudong (1601)
- Guerre entre les Pays-Bas et le Cambodge (1643-1644)
- Guerre entre le Viêt Nam et le Cambodge (1813-1845)